# Рикман, Пётр Иванович
Пётр Иванович Рикман (1790—1845) — русский дипломат, тайный советник, член Совета Министерства Иностранных Дел.
Сын Ивана Севастьяновича Рикмана; родился в 1790 г.
Принятый к Высочайшему Двору пажом сверх комплекта (4 июня 1801 г.), он 13 мая 1805 г. был уволен с чином 14 класса и поступил (25 ноября) канцеляристом в Литовский Почтамт, в Вильну, где отец его был тогда губернатором. В 1808 г. назначенный также регистратором, он 11 июля 1809 г. был командирован в Полевой Почтамт, стоявший в Галиции, при Западной Российской армии, помощником почтмейстера, и находился здесь до 27 июля 1810 г., а 20 сентября 1811 г. переведён был в Коллегию иностранных дел.
Определённый канцелярским чиновником к Русской Миссии в Штутгарт (30 января 1815 г.), он 1 ноября 1818 г. назначен был 3-м секретарём к Венской Миссии, а 9 ноября 1822 г. — секретарём при Генеральном Консульстве в Молдавии и Валахии, 8 октября 1823 г. отправлен был в Константинополь при Российском поверенном в делах, 3 сентября 1827 г. назначен там же 2-м советником Посольства и 19 сентября 1829 г. пожалован был в статские советники. С 27 декабря 1830 г. до 4 июня 1833 г. был поверенным в делах при Греческом Правительстве (в Навплии) и 6 декабря 1832 г. пожалован в действительные статские советники, а с 8 января 1834 г., во время отсутствия Посланника, был поверенным в делах при Оттоманской Порте.
23 апреля 1835 г. он определён был Генеральным Консулом в Молдавии и Валахии и 30 декабря 1836 г. получил бриллиантовую табакерку с вензелем. С 16 сентября 1837 г. по 11 сентября 1838 г. снова был поверенным в делах в Константинополе, а 12 августа 1839 г. назначен был старшим советником Министерства Иностранных Дел. Произведённый 14 апреля 1840 г. в тайные советники, он скончался 2 апреля 1845 г.